# Bundesholzwirtschaftsrat
Der Bundesholzwirtschaftsrat, per 1. Jänner 2000 umbenannt und neu organisiert als proHolz Austria, war eine seit 1949 bestehende österreichische Interessenvertretungsorganisation der Forst- und Holzwirtschaft.

## Geschichte
Vorgängerorganisation des Bundesholzwirtschaftsrates war der 1933 gegründete Österreichische Bundesholzwirtschaftsrat, eine der Wirtschaftsorganisationen des sich etablierenden Ständestaats. Die Neugründung erfolgte im Februar 1949. Die Organisation fungierte zunächst vor allem als Ort der Begegnung zwischen den großen Forstbetrieben, die sich vielfach noch im Besitz ehemals adeliger Familien befinden, und deren Kunden. Die Wiener Börsenkammer und der Bundesholzwirtschaftsrat erarbeiteten beispielsweise bis 1951 eine vollständige Neuausgabe der Österreichischen Holzhandelsusancen, basierend auf den damals vorherrschenden Handelsbrauch im Holzhandel. Der Bundesholzwirtschaftsrat ist auch als Herausgeber einschlägiger Fachpublikationen hervorgetreten. Er wurde paritätisch von der Bundeswirtschaftskammer und der Präsidentenkonferenz der Landwirtschaftskammern beschickt. Heute liegt der Schwerpunkt von proHolz Austria und seiner Landesorganisationen bei der werblichen Propagierung von Holz als Bau- und Werkstoff. Als ordentliche Mitglieder sind nur mehr Organisationen der WKÖ tätig, federführend ist der Fachverband der Holzindustrie.